# Óscar Estupiñán
Óscar Eduardo Estupiñán Vallesilla, né le 29 décembre 1996 à Cali, est un footballeur colombien évoluant au poste d'attaquant au FC Juárez.

## Biographie

### Once Caldas
Il fait ses débuts avec Once Caldas le 20 août 2014, lors d'une victoire 4-1 sur Fortaleza comptant pour la Copa Colombia. Le 15 mai 2015, il fait ses débuts dans la Primera A lors d'un match nul contre l'Uniautónoma. Le 16 septembre, il marque son premier but en championnat contre l'Envigado FC.
Il finit la saison avec 13 buts en 37 matchs à seulement 19 ans.
Le 26 février, il marque son premier but de l'année 2017, donnant la victoire 2 à 1 à son club contre l'Atlético Bucaramanga. Huit jours plus tard, le 5 mars, il marque à nouveau lors d'une victoire 3 à 2 à l'Estadio Manuel Murillo Toro contre le Deportes Tolima. Lors de son dernier match avec Once Caldas, le 20 mai, il marque malgré une défaite 3 à 2 contre le Deportivo Pasto.

## Statistiques
| Saison                | Club                  | Championnat           | Championnat | Championnat | Coupe nationale | Coupe nationale | Coupe de la Ligue | Coupe de la Ligue | Supercoupe | Supercoupe | Compétition(s) continentale(s) | Compétition(s) continentale(s) | Compétition(s) continentale(s) | Total | Total |
| Saison                | Club                  | Division              | M.          | B.          | M.              | B.              | M.                | B.                | M.         | B.         | Comp.                          | M.                             | B.                             | M.    | B.    |
| 2014                  | Once Caldas           | Primeira A            | -           | -           | 1               | 0               | -                 | -                 | -          | -          | -                              | -                              | -                              | 1     | 0     |
| 2015                  | Once Caldas           | Primeira A            | 10          | 1           | 3               | 1               | -                 | -                 | -          | -          | -                              | -                              | -                              | 13    | 2     |
| 2016                  | Once Caldas           | Primeira A            | 34          | 13          | 3               | 0               | -                 | -                 | -          | -          | -                              | -                              | -                              | 37    | 13    |
| 2017                  | Once Caldas           | Primeira A            | 14          | 4           | 4               | 0               | -                 | -                 | -          | -          | -                              | -                              | -                              | 18    | 4     |
| Sous-total            | Sous-total            | Sous-total            | 58          | 18          | 11              | 1               | 0                 | 0                 | 0          | 0          | -                              | 0                              | 0                              | 69    | 19    |
| 2017-2018             | Vitória SC            | Primeira Liga         | 10          | 1           | 1               | 0               | -                 | -                 | 1          | 0          | C3                             | 2                              | 0                              | 14    | 1     |
| 2018-2019             | Vitória SC            | Primeira Liga         | 4           | 0           | 4               | 2               | -                 | -                 | -          | -          | -                              | -                              | -                              | 8     | 2     |
| 2020-2021             | Vitória SC            | Primeira Liga         | 23          | 8           | -               | -               | 1                 | 1                 | -          | -          | -                              | -                              | -                              | 24    | 9     |
| 2021-2022             | Vitória SC            | Primeira Liga         | 28          | 15          | 1               | 0               | 4                 | 1                 | -          | -          | -                              | -                              | -                              | 33    | 16    |
| Sous-total            | Sous-total            | Sous-total            | 65          | 24          | 6               | 2               | 5                 | 2                 | 1          | 0          | -                              | 2                              | 0                              | 79    | 28    |
| 2019                  | Barcelona SC (prêt)   | Serie A               | 9           | 5           | 2               | 0               | -                 | -                 | -          | -          | CL                             | 2                              | 0                              | 13    | 5     |
| 2019-2020             | Denizlispor (prêt)    | Süper Lig             | 28          | 7           | 5               | 7               | -                 | -                 | -          | -          | -                              | -                              | -                              | 33    | 14    |
| 2022-2023             | Hull City             | Championship          | 32          | 12          | 1               | 0               | 1                 | 0                 | -          | -          | -                              | -                              | -                              | 34    | 12    |
| Total sur la carrière | Total sur la carrière | Total sur la carrière | 140         | 47          | 21              | 10              | 1                 | 0                 | 0          | 0          | -                              | 4                              | 0                              | 166   | 57    |

## Palmarès
- Supercoupe du Portugal
  - Finaliste : 2017